# Aleardo Aleardi
Aleardo Aleardi (Verona, 14 de noviembre de 1812-ibid. 17 de julio de 1878) bautizado como Gaetano Maria Aleardi, fue un poeta y político italiano, perteneciente a la corriente del Romanticismo.

## Biografía
Nació en Verona en 1812. Su madre fue Maria Canali y su padre el conde Giorgio Aleardi. Después de haber estudiado Derecho en la Universidad de Padua junto con sus amigos Giovanni Prati y Arnaldo Fusinato, regresó a Verona, interesándose por la poesía y la crítica de arte.
Entre sus primeras obras se encuentra Il matrimonio (1842), una exaltación de las bodas como expresión de civilización, y la Arnalda di Roca, de 1844, breve poema histórico que tiene como protagonista a una joven mujer que muere defendiendo su honor: ya en estas obras aparece la investigación de los efectos escenográficos y el color dramático propio de toda la producción posterior de Aleardi.
Alcanza su primer éxito en 1846 con las dos Lettere a Maria, en versos sciolti (endecasílabos sin rima), en las que el poeta se dirige a una amiga proponiéndole un amor platónico: es una ocasión para manifestar su fe en la inmortalidad del alma e irradiar su afecto sobre el espíritu del romanticismo.
Asiduo frecuentador del salón de la condesa Anna Serego Gozzadini Alighieri, cortejó a su hija Nina, dedicándole numerosas composiciones poéticas. Durante los movimientos del Resurgimiento de 1848, fue enviado a París desde Manin a pedir ayuda para la reconstituida República Veneta. Fue arrestado en 1852 y encerrado durante unos meses en la fortaleza de Mantova: a causa de ello sufrió un periodo de depresión y, en 1855, escribió el idillio Raffaello e la Fornarina, donde el exceso en la composición llega a alcanzar el mal gusto.

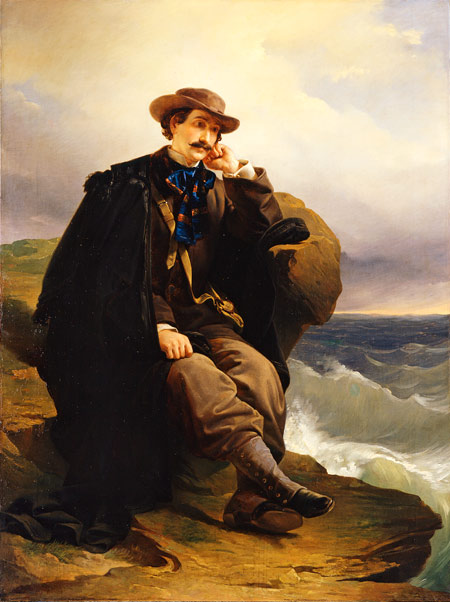
Retrato de Aleardi por Domenico Induno

Aleardi alcanzó la cumbre de su producción reelaborando algunos cantos y publicando en 1856 tanto Il Monte Circello, que comprende una famosa composición sobre el asunto de Corradino de Svevia, largamente presente en las antologías escolares, como Le antiche città marinare e commerciali, y en 1857 las Prime storie, con imágenes inspiradas en acontecimientos bíblicos. La publicación de los Canti patrii fue en cambio pospuesta a causa de su arresto, acaecido en junio de 1859, y de la detención en el castillo de Josephstadt, en Bohemia, a consecuencia de la guerra austro-franco-piemontesa.
Liberado al final de la guerra, fue diputado del Reino de Cerdeña en 1860. Se estableció en Brescia, publicando sus últimos poemas, todos de inspiración política: I sette soldati de 1861, el Canto politico de 1862 y I fuochi sull'Appennino de 1864, año en el que se muda a Florencia para ocupar la cátedra de estética en el Instituto de Arte. Ya diputado, fue nombrado senador en 1873, honrado y solicitado en los salones.
Murió repentinamente en Verona en 1878.
Después de las críticas favorables de sus contemporáneos, recibió una famosa crítica despiadada - no sólo de estética literaria - por parte de Imbriani.
También el juicio de su amigo Gaetano Trezza, que en 1879 se ocupó de la publicación de su Epistolario, es bastante cauto: Aleardi tiene una «Musa gentil, honesta y magnánima [...] es una de las figuras más simpáticas de nuestro Resurgimiento» y también Carducci evalúa la obra de Aleardi como pobre, mientras Ciampoli investiga sus préstamos y plagios de la tradición latina e italiana - Catulo, Propercio, Virgilio, Dante, Foscolo, Leopardi y Manzoni - y también de la europea - Byron, Lamartine, Heine, Hugo, Uhland, Freiligrath.

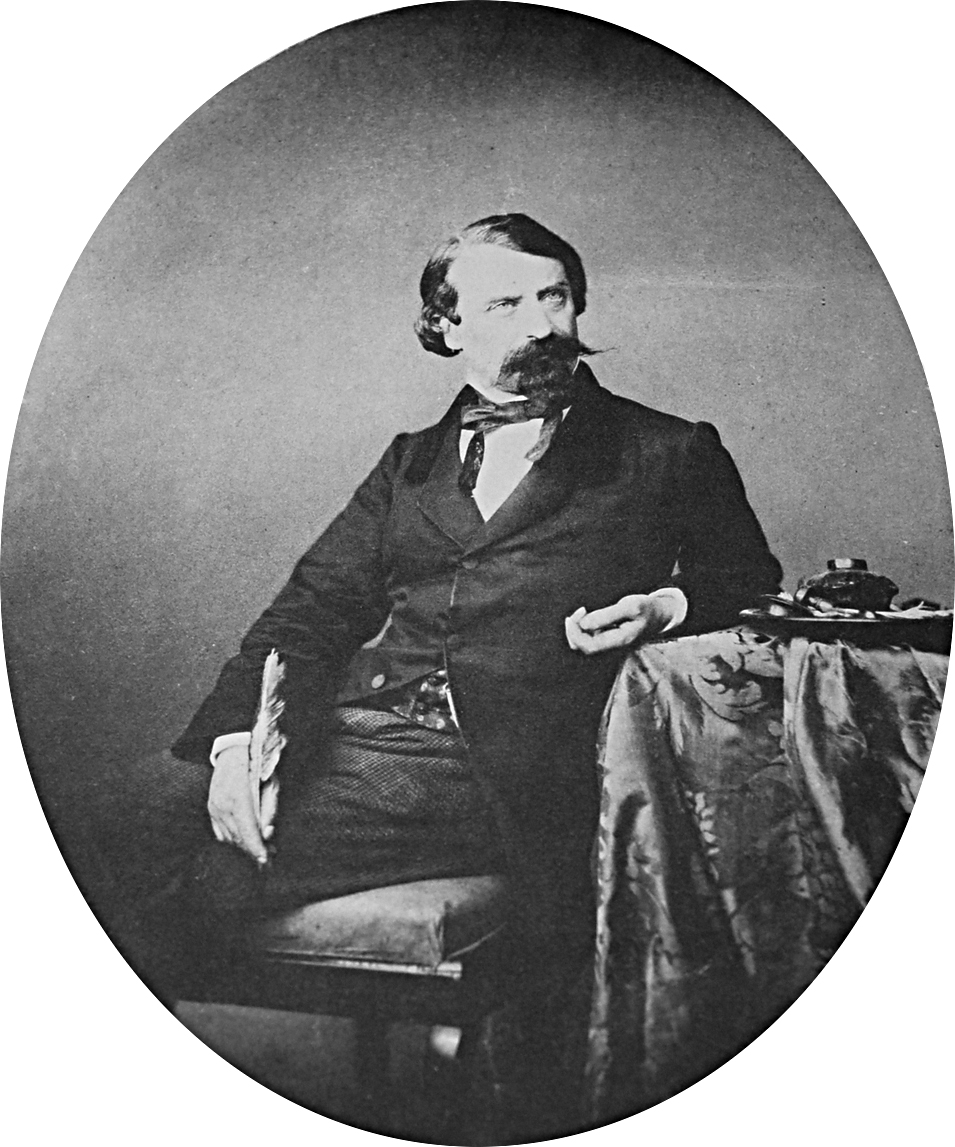
Aleardi fotografiado por Moritz Lotze

A menudo comparado con Prati por su languidez sentimental, pero subordinado a éste, la fama de Aleardi entró en declive al final del siglo XIX, y luego obtuvo el reconocimiento de Croce que resaltó la sinceridad del poeta subyacente a sus formas de dudoso gusto e hizo de él un precursor de Pascoli y de De Lollis, que vio en él al poeta de la transición romántica, a medio camino entre clasicismo y realismo.
Los juicios de Momigliano fueron negativos, para el cual «en su poesía está casi siempre el aleardismo, casi nunca Aleardi», y el de Pompeati, que ve en Aleardi «una crisálida de poeta». Flora encuentra en él genuinas cualidades de poeta y Sapegno, confirmando la calidad de la inspiración poética de Aleardi, atribuye su ocasional falta de gusto al clima cultural de la época.
Para Piromalli, siguiendo la tradición gramsciana, el miedo de la revolución de París de 1848 y la quiebra de la revolución italiana en 1849 «empujan la literatura tardorromántica hacia una arcadia de sentimentalismo y un anhelo de atmósferas vaporosas», en las que la figura del poeta «se convierte en un personaje excepcional por su sensibilidad y superior a la realidad práctica y económica» y la poesía una vaga idealización, según «una costumbre adormilada, floja y autoennoblecedora». Aleardi es, con Prati uno de sus mayores representantes: son ambos «poetas de consumo, de ideales anticampesinos, enamorados de la belleza del corazón, incapaces de salir del lenguaje floral e ir hacia lo concreto».
La ciudad de Treviso le ha dedicado una calle. En Verona lleva el nombre de Abelardo Abelardi uno de los puentes que atraviesan el río Adige.

## Aleardi en la cultura popular
En Il Gattopardo de Luchino Visconti el personaje del Conde Cavriaghi, interpretado por Terence Hill, para conquistar a Concetta, hija del Príncipe de Salina, le ofrece como regalo una copia de I Canti de Aleardi, definiéndolo "Il mio poeta preferito" (mi poeta favorito).
En el octavo episodio de la decimoséptima temporada de la serie animada Los Simpson, The Italian Bob, Aleardi aparece sucintamente en un retrato de la pared de la vivienda del actor secundario Bob.

## Obras
- Canti, Firenze 1864
- Epistolario, a cura de G. Trezza, Verona-Padua 1879